# Juillet 1924

## Événements
- 1er juillet : 
  - inauguration d'un service postal transcontinental (Coast-to-coast) aux États-Unis par l'US Post Office;
  - premier vol du de Havilland DH.51.

- 4 juillet[1] : loi minière en Roumanie : nationalisation des parts allemandes. L’État roumain devient le principal propriétaire des champs de pétrole (60 %).

- 5 juillet (Brésil) : révolte pauliste (Revolta Paulista). La crise économique aboutit à une large révolte militaire, qui démarre à São Paulo puis s'étend dans le pays et débouche sur six mois de troubles populaires.

- 6 juillet : à Arpajon, René Thomas établit un nouveau record de vitesse terrestre : 230,64 km/h.

- 12 juillet : à Arpajon, Ernest A. D. Eldridge établit un nouveau record de vitesse terrestre : 234,98 km/h.

- 13 juillet : Grand Prix automobile de Pescara.

- 16 juillet : l'équipage français Coupet et Drouin bat le record du monde de durée de vol (37 heures, 59 minutes et 10 secondes) sur un « Farman ».

- 16 juillet - 16 août : conférence de Londres. Ramsay MacDonald obtient le retrait des Français de la Ruhr et leur acceptation du plan Dawes sur les réparations allemandes.

## Naissances
- 4 juillet : Eva Marie Saint, actrice américaine.
- 5 juillet : Edward Idris Cassidy, cardinal australien, président émérite du Conseil pontifical pour la promotion de l'unité des chrétiens († 10 avril 2021).
- 6 juillet : Robert Michael White, astronaute de l'USAF américain († 17 mars 2010).
- 12 juillet : George Tscherny, graphiste américain d'origine hongroise († 13 novembre 2023).
- 15 juillet : Claude Fiefel, résistant et français († 18 juin 2018).
- 20 juillet : 
  - Josip Uhač, cardinal yougoslave de la curie romaine († 18 janvier 1998).
  - Mort Garson, compositeur († 4 janvier 2008).
- 23 juillet : Sabine Weiss, photographe franco-suisse († 28 décembre 2021).
- 29 juillet : Lloyd Bochner, acteur († 29 octobre 2005).

## Décès
- 7 juillet : Herbert Hartley Dewart, chef du Parti libéral de l'Ontario.
- 13 juillet : Alfred Marshall, économiste, britannique (° 1842).
- 15 juillet : Jan Żyznowski, peintre et écrivain polonais (° 1889).
- 16 juillet : Marius Borgeaud, peintre suisse (° 1861).